# Orcevia keyserlingi
Espèce
Synonymes
- Laufeia keyserlingi (Thorell, 1890)

Orcevia keyserlingi est une espèce d'araignées aranéomorphes de la famille des Salticidae.

## Distribution
Cette espèce est endémique d'Indonésie. Elle se rencontre à Sumatra et à Java.

## Description
Le mâle holotype mesure 4,2 mm et les femelles de 3,75 à 5,5 mm.

## Étymologie
Cette espèce est nommée en l'honneur d'Eugen von Keyserling.

## Publication originale
- Thorell, 1890 : Diagnoses aranearum aliquot novarum in Indo-Malesia inventarum. Annali del Museo Civico di Storia Naturale di Genova, vol. 30, p. 132-172 (texte intégral).